# Jankovice (Uherské Hradiště-i járás)
Jankovice település Csehországban, a Uherské Hradiště-i járásban. Jankovice Velehrad, Kostelany, Košíky, Kudlovice és Traplice településekkel határos. Lakosainak száma 460 fő (2024. január 1.).

## Népesség
A település lakosságának változását az alábbi diagram mutatja:
| Lakosok száma | 657  | 740  | 777  | 730  | 576  | 497  | 455  | 462  | 454  | 460  |
|               | 1869 | 1890 | 1921 | 1950 | 1980 | 2001 | 2017 | 2019 | 2022 | 2024 |